# Marés Negras
Marés Negras é o terceiro livro da série Crónicas de Allaryia, escrita pelo português Filipe Faria. A primeira edição foi lançada em novembro de 2003 pela Editorial Presença, na coleção "Via Láctea".